# نیکولاس ویر
نیکولاس ویر (به انگلیسی: Nicholas Ware) سناتور سابق عضو حزب دموکرات-جمهوری‌خواه بود. وی در سال ۱۸۲۱ تا ۱۸۲۴ میلادی سناتور ایالت جورجیا در سنای ایالات متحده آمریکا بود.